# Риф
Вижте пояснителната страница за други значения на Риф.
Рифът е надводно или подводно геоложко образувание, формирало се в резултат от жизнената дейност на колонии от коралови полипи (предимно мадрепорови корали) и съпътстващите ги организми, способни да извличат варовик от морската вода.

## Видове коралови рифове
Различават се 4 вида коралови съоръжения: обкръжаващи, бариерни, пръстеновидни (атоли) и вътрешнолагунни
- Обкръжаващи – образуват се в резултат от дейността на корали, обитаващи външните части на тектонски стабилни крайбрежни плитчини (най-често по абразивни тераси), при отмирането на полипите, а също в резултат от циментацията на отломки от по-стари коралови рифове, като образуват коралов варовик, изграждащ основата на рифа. Живите коралови колонии се разполагат в този субстрат и достигат мощност от няколко десетки метра. Поради това, че най-активното нарастване на кораловия риф става в неговия външен край, вътрешната (крайбрежна) зона придобива постепенно характер на мъртъв коралов варовик, понякога препокрит със слой от разрушени рохкави продукти (пясък, детрит и др.).[1]
- Бариерни – образуват се при тектонско потъване на обкръжаващите коралови рифове. Зоната на външния край на рифа енергично се надстроява във височина, а пространството между външния край на кораловата постройка и брега постепенно се преобразува в лагуна. Бариерните коралови рифове са развити по североизточното крайбрежие на Австралия, край бреговете на Нова Каледония, на островите Фиджи и Големите Антилски острови.[1]
- Прастеновидни (атоли) – образуват се край бреговете на малки океански острови, подложени на потъване, при което бариерния коралоф риф постепенно се превръща в пръстеновиден атол. В атолите подложката на кораловите варовици се намира на дълбочина над 1000 m, като това се обяснява само с потъването на коренната им основа, тъй като рифообразуващите корали живеят на дълбочина до 30 – 50 m. При изменението на направлението и скоростта на вертикалните движения на земната кора се образуват съответно или потопени (Чагос, Роби, Тускарора) или надводни атоли (Науру, Оушън, Маре).[1]
- Вътрешнолагунни – образуват се при нарастване на кораловите рифове вътре в лагуната и представляват коралови съоръжения със стръмни склонове, под формата на върхове и вериги, достигащи относителна височина до 40 – 50 m.[1]

## Стопанско значение
Кораловите рифове като биоценоза се отличават с много голяма маса и продуктивност на населяващите ги организми, а изграждащите ги варовици, обичайно са пористи и с множество каверни. При прехода в изкопаемо състояние първото условие благоприятства образуването на нефт и газ, а пористостта и множеството каверни ги правят много добри колектори да живите организми. Поради това изкопаемите коралови рифове съдържат богати находища на нефт и газ. Изучаването на съвременните коралови постройки и тяхната привързаност към една или друга тектонска зона има голямо значение при търсенето и разработването на нефтената геология.
Като термин в мореплаването означава пясъчна ивица, скала или скален масив, разположени под повърхността на водата, но на достатъчно плитко, за да създават опасност за корабите.